# Resolución 1240 del Consejo de Seguridad de las Naciones Unidas
La resolución 1240 del Consejo de Seguridad de las Naciones Unidas, aprobada por unanimidad el 15 de mayo de 1999, tras recordar todas las resoluciones sobre la situación en Tayikistán y a lo largo de la frontera entre Tayikistán y el Afganistán, prorrogó el mandato de la Misión de Observadores de las Naciones Unidas en Tayikistán (MONUT)  hasta el 15 de noviembre de 1999. 
Se vio que se estaba avanzando en el proceso de paz con un cese al fuego
Se pidió a los partidos tayikos que crearan el derecho a crear las condiciones para la celebración de un referéndum constitucional y de elecciones presidenciales y parlamentarias y que garantizaran la seguridad del personal de las Naciones Unidas y del personal internacional en el país. Se pidió a la Organización para la Seguridad y la Cooperación en Europa (OSCE) que siguiera cooperando con las Naciones Unidas en el proceso de democratización y acogió con satisfacción los esfuerzos de las fuerzas de mantenimiento de la paz de la Comunidad de Estados Independientes (CEI) en el país.
Por último, se pidió al Secretario General Kofi Annan que mantuviera informado al Consejo sobre los acontecimientos en Tayikistán y que, a tal efecto, presentara un informe en el plazo de tres meses. A principios de junio de 1999, la MONUT reabrió sus oficinas en Khorugh y Khujand tras el asesinato a tiros de cuatro de sus funcionarios en julio de 1998. 